# Láng Géza (agrármérnök)
Láng Géza (Békéscsaba, 1916. március 8. – Budapest, 1980. február 18.) agrármérnök, növénytermesztő, egyetemi tanár, a mezőgazdasági tudomány doktora, a Magyar Tudományos Akadémia rendes tagja. A növénytermesztési agrotechnika monográfusa, a gyepgazdálkodás és a talajerő-gazdálkodás avatott szakértője volt.

## Életútja
Értelmiségi családban született, apja Láng Frigyes ügyvéd, anyja Réthy Erzsébet volt. A békéscsabai reálgimnázium elvégzése után tanulmányait 1934-től a keszthelyi gazdasági akadémián folytatta, ahol 1937-ben szerzett mezőgazdászi képesítést. Ezt követően beiratkozott a budapesti műszaki és gazdaságtudományi egyetem agrármérnöki képzésére is, de az első félév után tanulmányait időlegesen félbeszakította, s 1937–1938-ban a keszthelyi akadémia növénytermesztési tanszékére került gyakornoknak. 
1938-tól 1940-ig a debrecen–pallagi gazdasági akadémián termeléstechnikai előadásokat tartott és gazdasági gyakorlatokat végzett adjunktusi besorolásban. 1941–1942-ben már ismét Keszthelyen oktatott a növénytermesztési tanszék tanársegédeként, ezenközben folytatta a fővárosi műegyetemen 1937-ben megkezdett agrármérnöki tanulmányait. 1942-ben rövid ideig az Országos Öntözésügyi Hivatalban vállalt tisztviselői állást, mígnem ugyanabban az évben bevonult katonai szolgálatra. A keleti fronton harcolt, majd 1943-ig tartalékos szolgálatba helyezték. 1943-ban a fővárosi műegyetemen letette záróvizsgáit, s kitűnő minősítéssel megszerezte doktori oklevelét. Ezt követően visszatért keszthelyi katedrájához, de 1944–1945-ben ismét bevonult katonai szolgálatra.
A mezőgazdasági felsőoktatás átszervezésekor, 1947-ben a Magyar Agrártudományi Egyetem első osztályú adjunktusává nevezték ki, s eleinte Keszthelyen, majd a fővárosban tanított. 1950-től 1956-ig a földművelésügyi minisztérium tisztviselőjeként tevékenykedett mint a szakoktatási főosztály, azon belül a tanulmányi osztály főelőadója. Fő feladata az alap- és középfokú iskolák növénytermesztési szakoktatásának megszervezése volt. Időközben 1952-ben megvédte értekezését, ezzel a mezőgazdasági tudomány kandidátusa lett. 
1956-ban visszakerült Keszthelyre, és a mezőgazdasági akadémia – utóbb agrártudományi főiskola (1962), majd mosonmagyaróvári agrártudományi egyetem mezőgazdaság-tudományi kara (1970) – növénytermesztési tanszékén oktatott docensként, később tanszékvezető egyetemi tanárként. 1960-ban a mezőgazdasági tudomány doktora lett. Oktatómunkája mellett ellátta a rektorhelyettesi feladatokat, 1965 és 1968 között pedig az agrártudományi főiskola rektori tisztét is betöltötte.

## Munkássága
Tudományos pályája során a növénytermesztés számos vonatkozásával foglalkozott, de főbb kutatásai a gyepgazdálkodás és a talajerő-gazdálkodás kérdéskörére terjedtek ki. Behatóan foglalkozott a legelő- és rétgazdálkodás talajbiológiai hátterével, a humuszgazdálkodás agrotechnikai hátterével. A talajtermelékenység fokozására irányuló kutatásai során megújította a füvesvetésforgó rendszerét, behatóan vizsgálta az istállótrágya-kezelés módszertanát és az intenzív műtrágyázási rendszereket. Kreybig Lajossal közös kísérleteik eredményeként leírták a foszforsavas műtrágyák szerepét az istállótrágya erjedésében. Átfogó vizsgálatokat végzett az éghajlati és talajadottságok közötti összefüggések feltárására, s eme kapcsolatrendszer függvényében vizsgálta a tápanyag-felhasználás optimalizálásának agrotechnikai lehetőségeit.
Már az 1930-as évek közepétől bekapcsolódott a keszthelyi gazdasági akadémia és az Alsódunántúli Zöldmező Egyesület növénynemesítő, szabadföldi kísérletező munkájába, hozzájárult a mezőgazdaságiellenőr-képzés kritériumainak kidolgozásához. Maga is számos kísérletet végzett, ezek közül kiemelkednek a szántóföldi kultúrák vetőmag-termesztési és vetéstechnikájára, valamint a kukorica- és burgonyatermesztésre, a burgonya leromlásának megakadályozására vonatkozó eredményei. Pályája későbbi évtizedeiben egyik fő szervezőalakja volt a mezőgazdasági kísérleti intézetek országosan kiépülő hálózatának, amely végül huszonnégy telephelyet (mintegy 20 ezer parcellát) foglalt magában.
Főbb kutatásai mellett összegző szaktudományos munkáiban a növénytermesztés szinte valamennyi kérdéskörét monografikus igénnyel tárgyalta; 1951-es kézikönyve öt kiadást ért meg. Tankönyvei és egyetemi jegyzetei mellett több száz szakcikke, közleménye jelent meg.

### Társasági tagságai és elismerései
Tudományos eredményei elismeréseként 1964-ben a Magyar Tudományos Akadémia levelező, 1970-ben rendes tagjává választották. 1967-től három éven keresztül volt az MTA IV. Agrártudományok Osztályának titkára, 1970-től 1976-ig elnöke. Emellett elnöke volt a Magyar Agrártudományi Egyesület Növénytermesztési Társaságának, 1968-tól levelező tagja az NDK Mezőgazdaság-tudományi Akadémiájának (Akademie der Landwirtschaftswissenschaften der DDR), 1972-től tiszteleti tagja a V. I. Lenin Össz-szövetségi Mezőgazdaság-tudományi Akadémiának (Всесоюзная академия сельскохозяйственных наук имени В. И. Ленина), választmányi tagja a Nemzetközi Agrártudományi Kutatási Központnak (CICRA) és a Nemzetközi Agrármérnöki Szövetségnek (CITA).
Tudományos munkássága elismeréseként 1975-ben átvehette az Eötvös Loránd-díjat, 1978-ban pedig a Gödöllői Agrártudományi Egyetem díszdoktorává avatták. 1963-ban a Munka Érdemrend, 1975-ben a Munka Érdemrend arany fokozatának kitüntetettje lett.

### Főbb művei
- Szántóföldi növénytermesztéstan. Budapest: Tankönyvkiadó. 1951.
- Növénytermeléstan: Főiskolai tankönyv. Budapest: Mezőgazdasági. 1952.   (Baskay Tóth Bertalannal)
- A trágyák helyes kezelése és felhasználása. Budapest: Földművelésügyi Minisztérium. 1954.
- Mezőgazdasági alapismeretek: Növénytermesztéstan. Budapest: Mezőgazdasági. 1954.
- Istállótrágya-gazdálkodás a vetésváltó földművelési rendszerben. Budapest: Mezőgazdasági. 1960.
- Szántóföldi növénytermesztés. Budapest: Mezőgazdasági. 1976.